# Franck Chaussidière
Franck Chaussidière, né le 1er août 1978 à Issoire (Puy-de-Dôme), est un footballeur français. Il évolue au poste de milieu défensif de la fin des années 1990 au début des années 2010.

## Biographie
Formé au RC Lens à partir de 15 ans, Franck Chaussidière y signe son premier contrat professionnel en 1999. Jamais utilisé en équipe première, il quitte le club à 23 ans pour signer au FC Istres en D2. Il y passe trois saisons et accède à la Ligue 1 en 2004. Peu utilisé dans l'élite, il se retrouve au chômage à l'été 2005 et participe au stage de l'UNFP à Vichy. En octobre 2005 il rejoint après un essai concluant le Stade lavallois. Il y joue une année mais décide de quitter le club à la suite de la relégation en National. Le 1er juin 2006 il dispute avec une sélection de l'UNFP un match amical face aux remplaçants de l'équipe de France, qui prépare sa Coupe du Monde à Lens. Peu après il se rapproche de sa région d'origine en signant au Clermont Foot, où il passera cinq ans. Dès sa première saison à Clermont il est l'un des deux délégués syndicaux de l'UNFP au sein du club, et remporte le titre de National en mai 2007.
Il termine sa carrière au FC Rouen en National.
En 2013, après la fin de sa carrière de joueur professionnel, il rejoint la Direction Technique Nationale de la Fédération Française de Football.

## Carrière
- 1999-2000 :  RC Lens (réserve)
- 1999-2000 :  ES Wasquehal (prêt, 24 matchs)
- 2000-2001 :  RC Lens (réserve)
- 2001-2005 :  FC Istres (116 matchs, 4 buts)
- 2005-2006 :  Stade lavallois (23 matchs, 4 buts)
- 2006-2011 :  Clermont Foot (173 matchs, 23 buts)
- 2011-2013 :  FC Rouen (35 matchs, 2 buts)[6]

## Palmarès
- Champion de France de National en 2007 avec Clermont Foot.